# Symplectoscyphus nesioticus
Symplectoscyphus nesioticus är en nässeldjursart som beskrevs av Blanco 1977. Symplectoscyphus nesioticus ingår i släktet Symplectoscyphus och familjen Sertulariidae. Inga underarter finns listade i Catalogue of Life.